# Gas degenere
Un gas viene definito degenere quando la sua pressione è legata unicamente alla densità e non alla temperatura, per cui un aumento della pressione non causa un aumento della temperatura, come accade nei gas perfetti.
Questa condizione si può realizzare per esempio nelle ultime fasi dell'evoluzione di una stella.